# Critical management studies
Los critical management studies (CMS), más conocidos por su nombre en inglés que por la traducción de estudios críticos de la gestión, consisten en la aplicación de la Teoría Crítica y el marco teórico postmoderno a los estudios sobre la gestión empresarial.

## Antecedentes
Algunos autores fechan el origen de este grupo en la publicación en 1974 del libro Trabajo y capital monopolista, de Harry Braverman, a raíz del cual nace la Teoría del Proceso de Trabajo. En los años 80, con el auge del neoliberalismo, aumenta la influencia del entorno empresarial fuera del ámbito estricto del proceso de trabajo, por lo que la atención se fijará más bien en los discursos empresariales y en la influencia de estos sobre los sujetos. La preponderancia del mundo empresarial también provocará un aumento de las escuelas de negocios, donde paradójicamente se asientan los autores de referencia del grupo.
A finales de la década se publicará el libro Labour Process Theory, editado por David Knights y Hugh Willmott, una obra colectiva que revisa la obra de Braverman desde este nuevo punto de vista, y finalmente en 1992 aparece Critical Management Studies, editado por Matt Alvesson y Hugh Willmott, que dará nombre al movimiento.

## Marco teórico
Aunque existe una cierta controversia y se trata de un ámbito de estudio joven, que aún no tiene bases cerradas, se pueden indicar los siguientes conceptos y temas de referencia:
- El concepto de técnicas disciplinarias de Michel Foucault,[4][5][6] así como sus análisis sobre la relación entre subjetividad, poder y discursos.[7]

- La teoría de la acción comunicativa de Jürgen Habermas, como herramienta para analizar los elementos comunicativos como síntomas de las prácticas sociales.

- El postmarxismo de Ernesto Laclau y Chantal Mouffe, lo que ha provocado una de las controversias principales entre los autores de este grupo, parte de ellos marxistas clásicos.[8]

- La Escuela de Frankfurt y su crítica a la ideología como imposición de significados sociales a través de discursos que conducen a un falso consenso.

- La presentación dramatúrgica de la persona tal y como la estudia Erving Goffman.

- La epistemología feminista y la obra de Bruno Latour en su crítica al positivismo.

- Los estudios culturales, la semiología, la teoría literaria y el análisis crítico del discurso como referentes metodológicos.